# Cicloturismo
Il cicloturismo è una forma di turismo praticata in bicicletta, con le varianti "treno + bici" o con i tour organizzati da agenzie che forniscono supporto logistico e trasporto bagagli.
È una maniera di viaggiare particolarmente economica che fuoriesce dai canoni e dai consueti itinerari del turismo di massa. Talvolta si possono usare itinerari "fuori pista", percorrendo ad esempio le ippovie con l'utilizzo di una mountain bike.
I praticanti, detti cicloturisti, sono quasi sempre accomunati da una spiccata sensibilità ambientale, da una grande passione per la bicicletta come mezzo di trasporto e come stile di vita, da una vivace curiosità per i luoghi sconosciuti al grande pubblico e da una grande adattabilità alle situazioni impreviste.
Vi sono associazioni come la ECF (European Cyclists' Federation) che hanno progettato itinerari specifici per gli sportivi intenzionati a intraprendere questo tipo di vacanza. A questo scopo è stata elaborata EuroVelo, una mappa di itinerari ciclistici specifici.
In Italia è attiva la FIAB (Aderente ad ECF) che promuove BicItalia, rete ciclabile nazionale coordinata con quella europea EuroVelo.

## Descrizione

### Viaggio fai da te
È il modo più avventuroso per viaggiare in bicicletta, ma necessita di un'accurata preparazione e organizzazione tecnica. Il viaggiatore deve infatti essere in grado di fronteggiare in modo autonomo il pernottamento e ogni evenienza o guasto meccanico che possono verificarsi durante il tour.

#### Scelta del mezzo

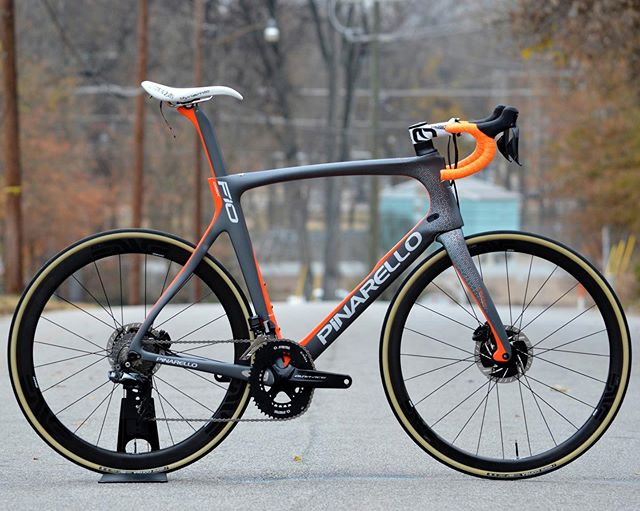
Bicicletta da corsa

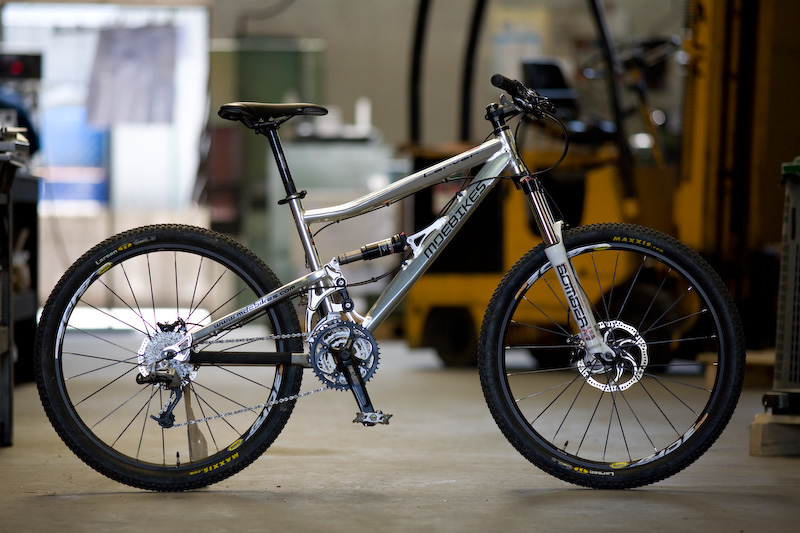
Mountain Bike

Dipende ovviamente dal tipo di viaggio. La bicicletta da corsa è la regina dell'asfalto, ma è inutilizzabile su altri fondi stradali. La mountain bike è indispensabile per percorsi fuoristrada o misti e consente un carico maggiore. Si può inoltre ricorrere a biciclette ibride, che uniscono caratteristiche della bici da strada e della mountain bike.

#### Bagaglio e gli accessori
Lo zaino in spalla non è assolutamente indicato per il turismo ciclistico, pertanto occorre dotare la bicicletta di portapacchi, a cui andranno fissate apposite borse da viaggio. La maggior parte del carico andrà sul portapacchi posteriore, che dev'essere quindi estremamente robusto. Il portapacchi anteriore dovrà contenere invece un bagaglio leggero, per non compromettere la manovrabilità e la sicurezza della bici. La maggior parte delle biciclette da turismo in commercio dispongono già di un proprio portapacchi posteriore (non sempre adatto all'uso cicloturistico) e degli appositi agganci al telaio. Un'altra alternativa è data dall'attacco di un carrellino posteriore, soluzione adottata da chi necessita di portare una grossa quantità di bagagli. Alcuni modelli sono ideati appositamente per chi pratica il cicloturismo con i bambini al seguito. I principali accessori extra consigliati per affrontare un viaggio in bicicletta sono: caschetto, giubbino catarifrangente, specchietto retrovisore, kit di riparazione di prima necessità, catena antifurto.

### Bikepacking
Il bikepacking è una tipologia di carico del bagaglio in bicicletta che prevede l'utilizzo di borse da attaccare direttamente alla bicicletta senza l'ausilio del portapacchi posteriore e delle borse laterali.
L'assetto classico delle borse da bikepacking è formato da:
* borsa da manubrio
* borsa sotto sella
* borsa al telaio
Solitamente l'assetto di borse da bikepacking viene utilizzato per affrontare itinerari di montagna di più giorni che si sviluppano su sentieri. Nell'ambito del ciclismo su strada viene utilizzato in particolare da chi pratica l'ultracycling.
La manifestazione di bikepacking più famosa al mondo è il Tour Divide che si svolge negli USA. In Italia è stata recentemente svolta la prima manifestazione del genere con la prima edizione del Tuscany Trail.

### Cicloturismo organizzato

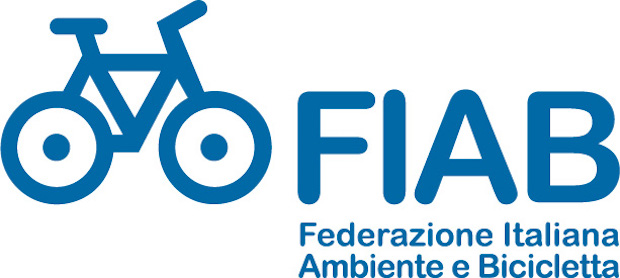
Logo FIAB

Chi viaggia in bicicletta necessita di servizi: l'assistenza tecnica alla bicicletta, per riparazioni o accessori; la ristorazione ed il pernottamento; la cartografia degli itinerari; le informazioni relative ai luoghi incontrati e le iniziative locali; le indicazioni circa i percorsi protetti al riparo dai pericoli del traffico motorizzato; all'utilizzo combinato di trasporto ferroviario o sull'acqua. A queste esigenze il viaggiatore in bicicletta può accedere dopo aver deciso il proprio itinerario di viaggio, magari attraverso notizie della stampa specializzata, contattando i diversi enti e soggetti locali, le associazioni specialistiche locali ad anche le organizzazioni di più vasto ambito territoriale, come è il caso della FIAB (Federazione Italiana Ambiente e Bicicletta) ed altri ancora.
Una diversa opportunità è quella di rivolgersi ad operatori specializzati nel fornire un'assistenza che spazia dal suggerire itinerari particolarmente idonei per destinazione e percorso, lungo i quali poter contare anche su strutture selezionate, all'offrire un servizio di trasferimento bagagli, tra le diverse sedi dei pernottamenti. Gli operatori specializzati possono anche supportare gruppi precostituiti, che beneficiano così di più servizi ad un costo minore perché distribuito su più persone: suggerimento di itinerari collaudati, indicazioni e prenotazioni per i pernottamenti, trasporto del bagaglio, reperimento di biciclette e borse da viaggio, a noleggio, quando necessario, assistenza al gruppo in movimento. Nel caso di soggetti svantaggiati nel movimento, o sensoriali, tra cui gli utilizzatori di handbike, gli operatori possono anche provvedere, quando necessario, del trasporto di persone e mezzi.

### Cicloturismo rurale

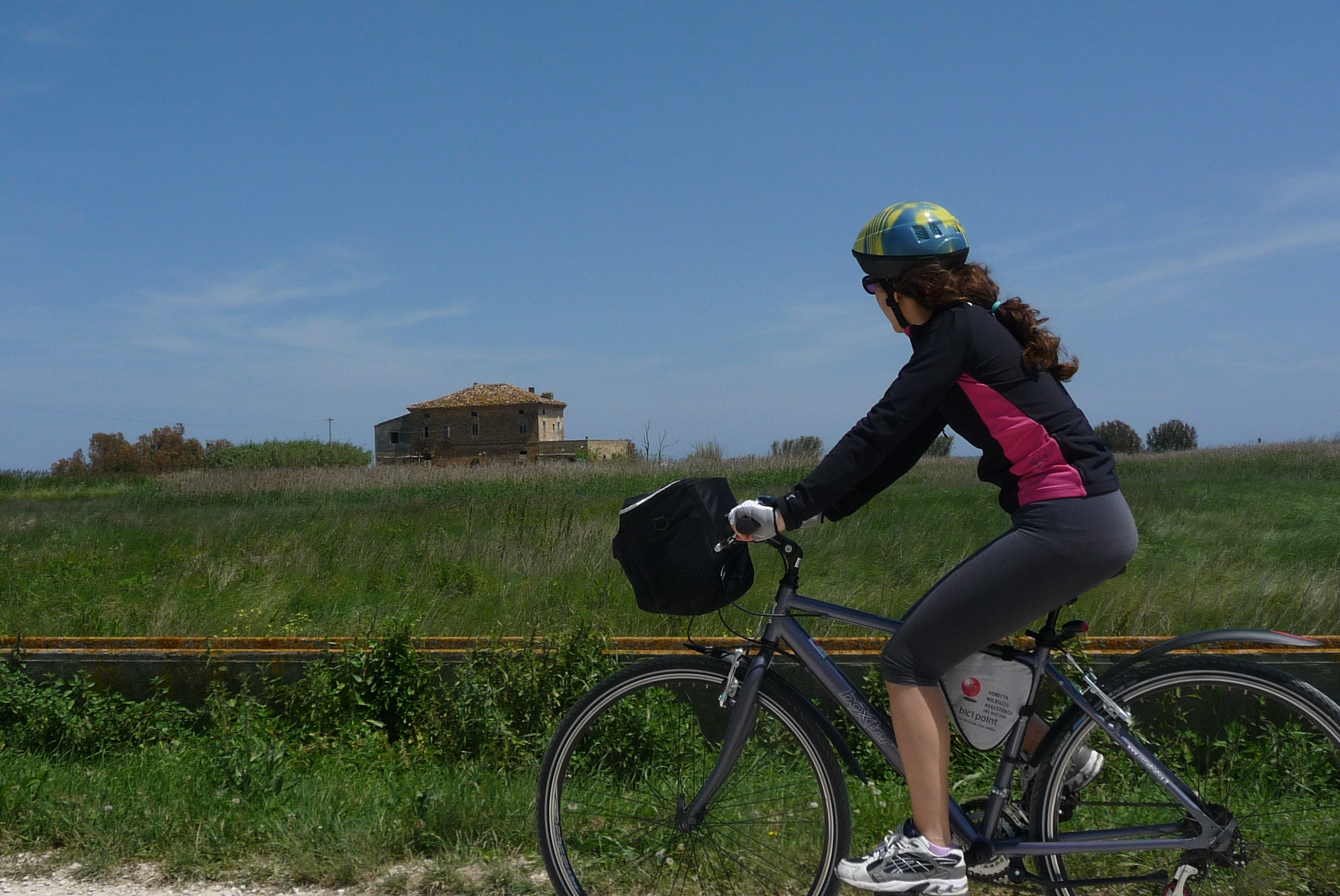
Cicloturismo rurale

Il cicloturismo rurale è una branca del cicloturismo, praticato principalmente su percorsi fuoristrada. Viene scelto da chi vuole avere un diretto contatto con la natura, lontano dalle automobili, magari su territori dove non sono presenti piste ciclabili. La bici più adatta è la mountain bike o comunque una bici adatta per i terreni non regolari.

## Percorsi cicloturistici
Vari paesi europei hanno in questi anni puntato sul cicloturismo come risorsa economica ed effettuato investimenti nella realizzazione di ciclovie, nella loro dotazione di servizi finalizzati e nella promozione. In tal modo hanno valorizzato e dato attrattiva turistica ad intere regioni sicuramente meno dotate rispetto all'Italia di patrimonio storico e culturale, paesaggi, clima ecc. In tal senso si muovono paesi come Svizzera, Germania, Austria, Paesi Bassi, Francia, Spagna ed anche altri di più recente sviluppo nel settore, come la Repubblica Ceca, la Slovenia ecc.
Per attirare flussi cicloturistici di rilievo si ritiene che debbano essere soddisfatte alcune condizioni come:
- la presenza di ciclovie in gran parte separate dal traffico motorizzato, omogenee, con origine e destinazione ben raggiungibili, di lunghezza adeguata e senza interruzioni o frammentazioni
- servizi all'utenza delle ciclovie, per es. aree di sosta, fontanili, punti di riparazione o gonfiaggio,
- ricettività ad hoc lungo i percorsi o nelle immediate vicinanza (es. Bett&Bike in Germania, gestito dall'organizzazione di settore ADFC). In molti casi esiste una certificazione delle strutture ricettive e di pernottamento, per es. se hanno ricoveri per le bici, possibilità di riparazione ecc.
- promozione della regione interessata (marketing territoriale) su attrattive culturali, paesaggistiche ecc. e dei percorsi cicloturistici con relative infrastrutture (ciclovie ecc.)
- strumenti di pianificazione: cartografia, siti web con offerte integrate (es. percorsi, cultura/paesaggio su di essi, ricettività, possibilità di prenotazione ecc.)

### Su strade aperte al traffico
- La strada Maestra del Parco in Abruzzo.

### Su sede riservata
Per i percorsi cicloturistici su sede riservata si rimanda alla specifica voce piste ciclabili.

### Strutture ricettive per cicloturisti
Con l'espandersi del fenomeno anche in Italia, come già da alcuni anni in Austria e Germania, si è diffusa la nascita dei Bike Hotels, strutture ricettive ad hoc per i cicloturisti, che dispongono generalmente di un servizio di noleggio bici, guide o accompagnatori per tour organizzati, e di un'area per l'assistenza meccanica (ciclofficina).

## Piste o vie ciclabili a carattere escursionistico

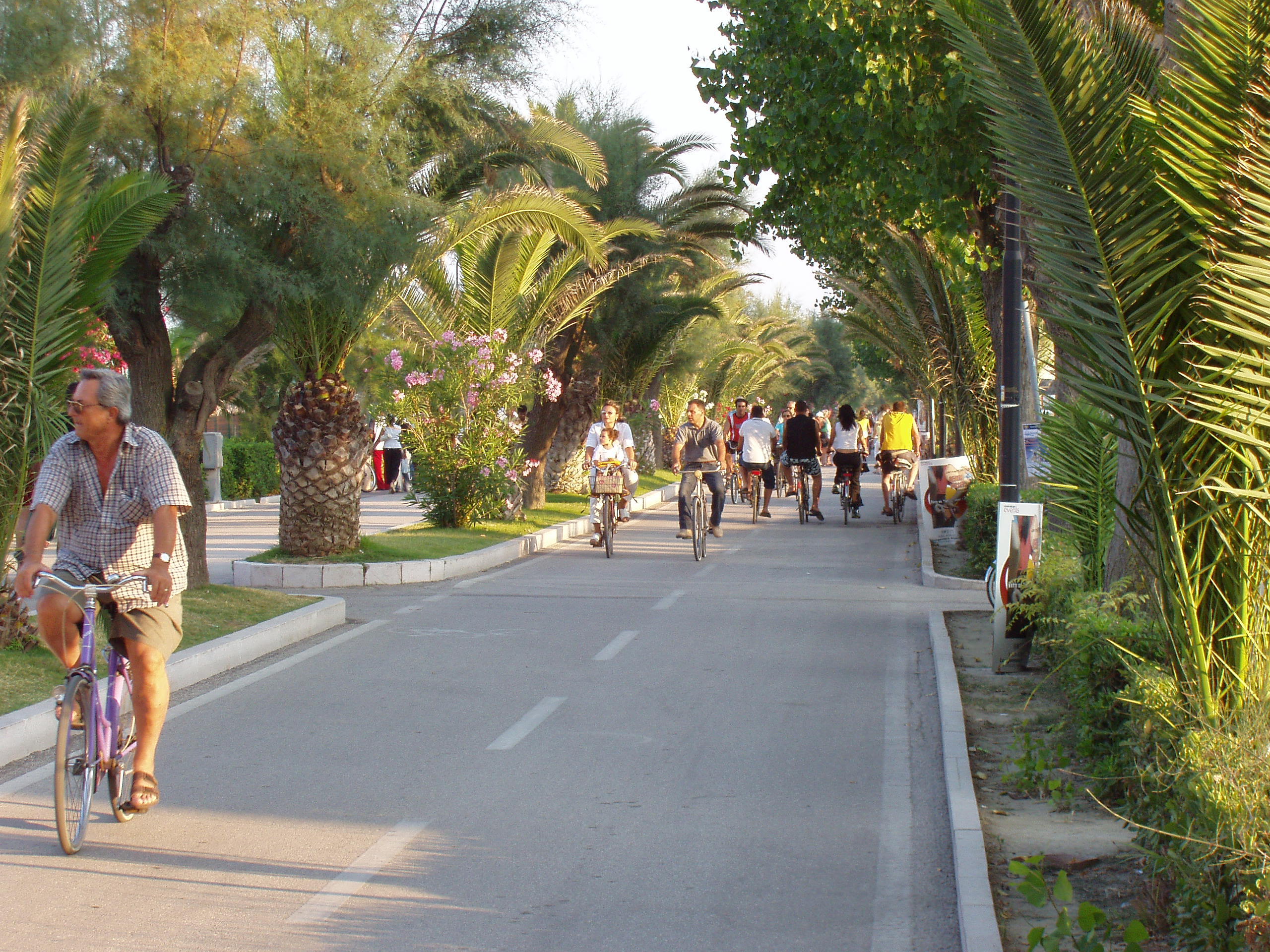
Corridoio Verde Adriatico: pista ciclabile all'altezza di Alba Adriatica (Abruzzo)

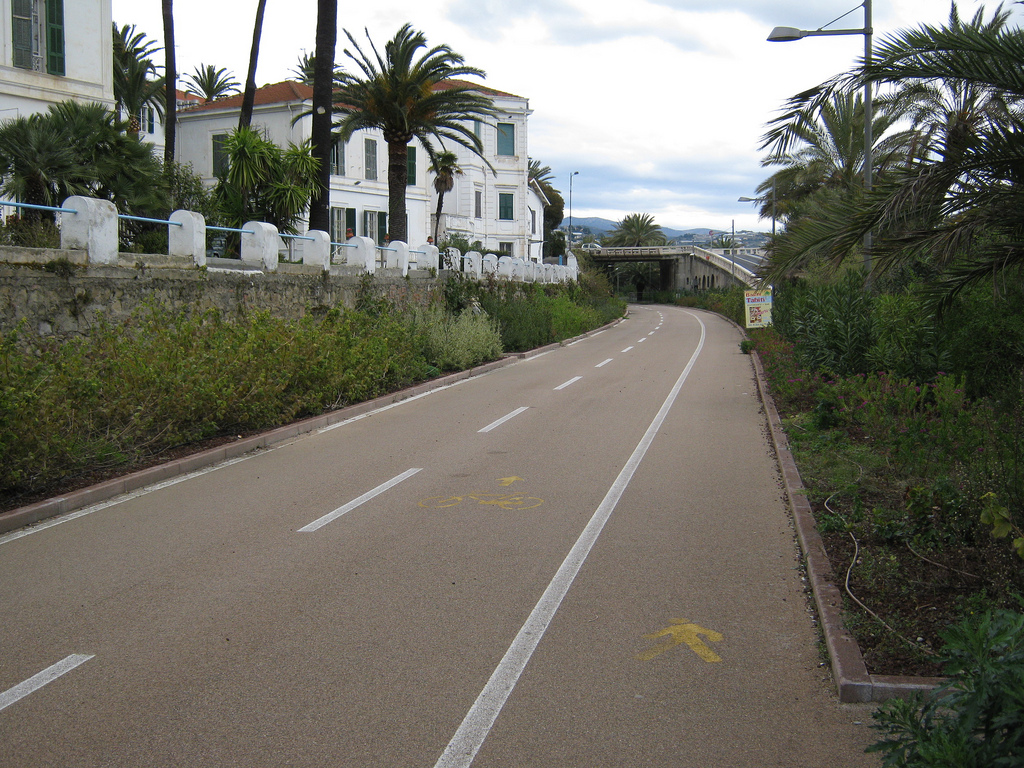
Pista ciclabile della Riviera Ligure

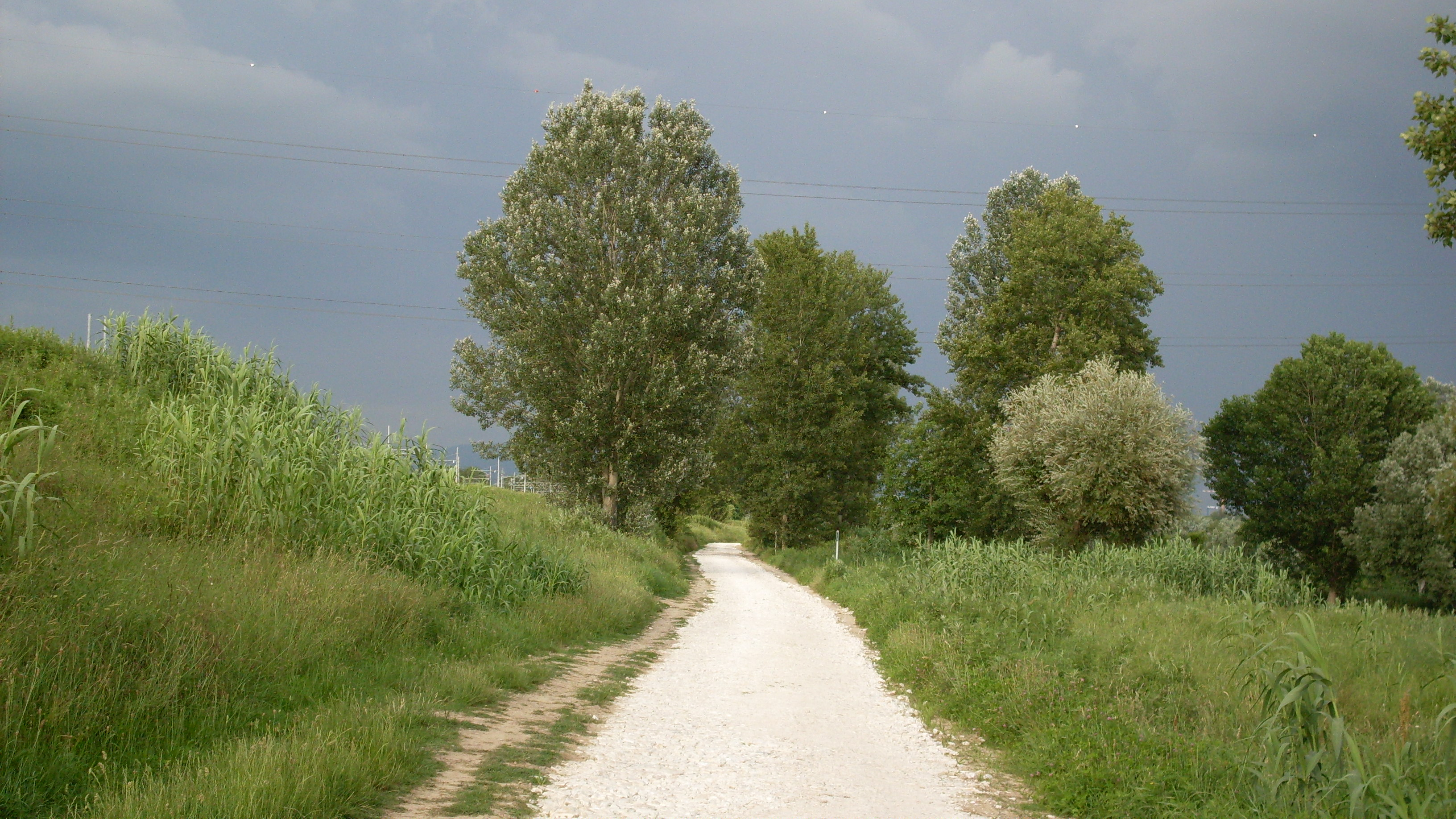
Ciclovia dell'Arno

### In Italia
- Ciclabile delle Dolomiti
- Ciclopista del Sole
- Ciclovia Mantova-Peschiera
- Pista ciclabile della Riviera delle Palme
- Pista ciclabile della Riviera Ligure
- Ciclabile delle Città Murate
- Corridoio Verde Adriatico
- Piste ciclabili del Trentino
- Ciclovia dell'Arno
- Piste ciclabili dell'Alto Adige
- Rete ciclopedonale della provincia di Brescia
- Rete ciclopedonale della provincia di Mantova
- Percorsi cicloturistici della provincia di Ferrara
- Ciclovie della Toscana
- Ciclovia della Val Brembana (BG)
- Ciclovia della Val Seriana (BG)
- Bicipolitana di Bologna
- Bicipolitana di Pesaro
- Ciclovia Alpe Adria
- Ciclovia Francigena

### In Europa
- EuroVelo
- Ciclabile della Drava
- Rete di piste ciclabili nel Regno Unito

### In America
- Ruta nacional 40 (Argentina)